# Södra Villoträsket
Södra Villoträsket är en sjö i Storumans kommun i Lappland och ingår i Umeälvens huvudavrinningsområde. Sjön har en area på 0,0974 kvadratkilometer och ligger 318 meter över havet. Södra Villoträsket ligger i Stora Villoträsk Natura 2000-område.

## Delavrinningsområde
Södra Villoträsket ingår i det delavrinningsområde (721915-159597) som SMHI kallar för Mynnar i Juktån. Medelhöjden är 331 meter över havet och ytan är 6,39 kvadratkilometer. Det finns inga avrinningsområden uppströms utan avrinningsområdet är högsta punkten. Vattendraget som avvattnar avrinningsområdet har biflödesordning 3, vilket innebär att vattnet flödar genom totalt 3 vattendrag innan det når havet efter 230 kilometer. Avrinningsområdet består mestadels av skog (66 procent) och sankmarker (24 procent). Avrinningsområdet har 0,1 kvadratkilometer vattenytor vilket ger det en sjöprocent på 2 procent.